# 키질쿰 사막
키질쿰 사막(우즈베크어: Qizilqum, 카자흐어: Қызылқұм, 문화어: 끼질꿈 사막)은 중앙아시아 트란스옥시아나의 사막으로, 오늘날에는 우즈베키스탄과 카자흐스탄, 그리고 일부는 투르크메니스탄에 걸쳐 있다. 면적 298,000km2으로 세계에서 15번째로 넓은 사막이다. "키질쿰"은 우즈베크어와 카자흐어 모두로 "붉은 모래"를 뜻한다.

## 같이 보기
- 안드로노보 문화
- 카라쿰 사막